# Урок окончен
«Урок окончен» (англ. Dismissed) — фильм ужасов режиссёра Брайана Маколи.

## Сюжет
Школьный учитель литературы и руководитель шахматного кружка мистер Батлер пребывает в восторге от того, что в его школу перевёлся отличник Лукас Уорд. Новенький ученик имеет высшие оценки по всем предметам, и к тому же он обожает литературу. Однако уже вскоре выясняется, что он имеет отличное от преподавателя мнение на одно из произведений. Мистер Батлер не соглашается с его выводами в эссе и ставит четвёрку с плюсом. Теперь учителю предстоит узнать, что Лукас отлично разбирается не только в школьных предметах, но и умеет манипулировать людьми.

## В ролях
| Актёр             | Роль             |
| ----------------- | ---------------- |
| Дилан Спроус      | Лукас Уорд       |
| Кент Осборн       | мистер Батлер    |
| Рэй Грэй          | Бекка Вон        |
| Алисия Делмор     | Рэйчел Батлер    |
| Митчелл Эдвардс   | Крис             |
| Виктория Зеутзиус | Пэйдж            |
| Крис Бауэр        | мистер Уорд      |
| Лесли Тьюрстон    | директор Фермонт |
| Марк Келли        | детектив Спек    |
| Роберт Лонгстрит  | Пол Гарретт      |

## Релиз
Премьера фильма состоялась на Международном кинофестивале в Сан-Диего 8 октября 2017 года, а 21 ноября фильм вышел сразу на видео и по запросу.